# Gneiss d'Acasta

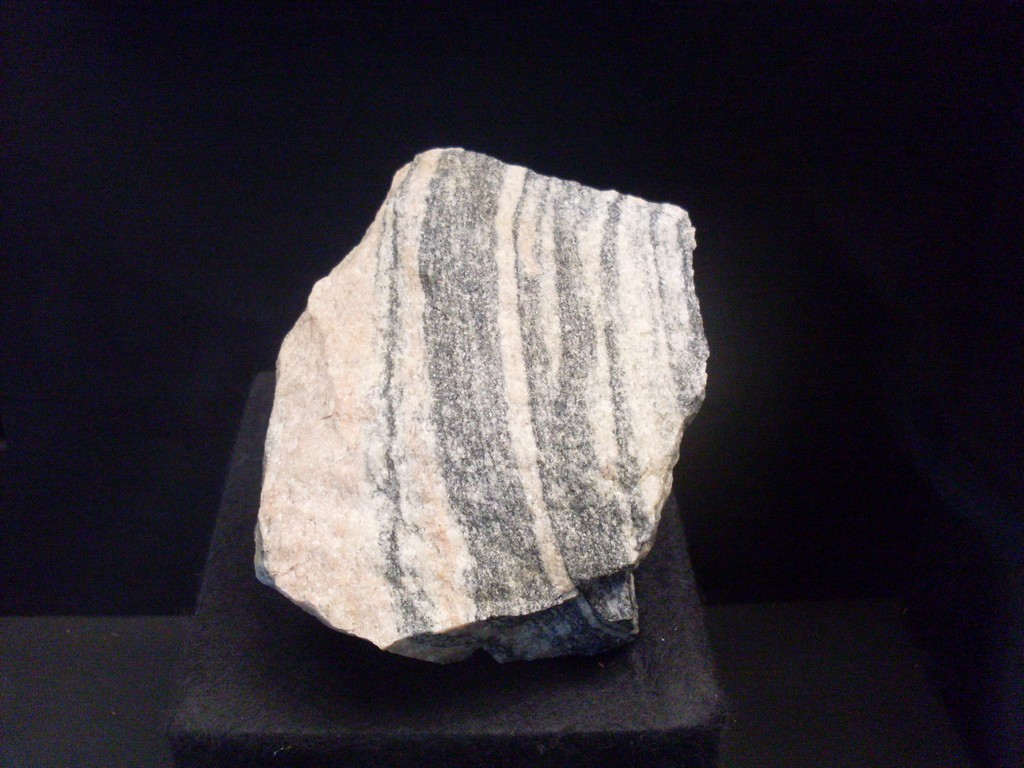
Fragment de gneiss d'Acasta exposé au Muséum d'histoire naturelle de Vienne.

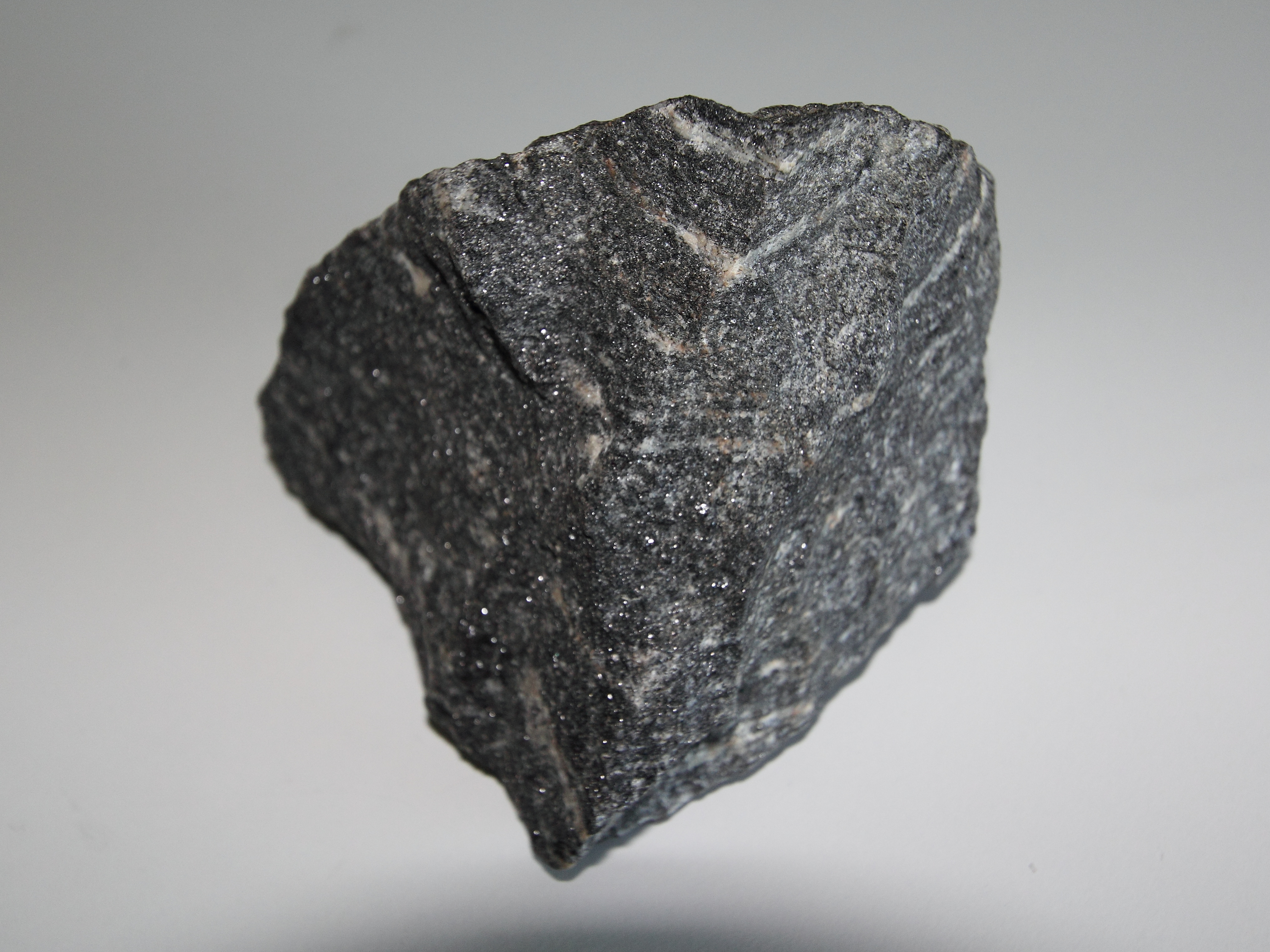
Autre fragment de gneiss d'Acasta (Collection: H. Martin, Université Blaise-Pascal).

Le gneiss d’Acasta est un gneiss du genre tonalite provenant du craton du Lac des Esclaves  dans les Territoires du Nord-Ouest, au Canada. La roche affleure sur une île située 300 kilomètres au nord de Yellowknife. Les roches de cet affleurement se sont métamorphisées entre 3,58 et 4,031 milliards d'années : à ce titre, ce sont à ce jour les plus vieilles roches connues de la croûte terrestre.
Décrit pour la première fois en 1989, l'affleurement doit son nom à la proximité de l'Acasta, rivière s'écoulant à l'est du Grand lac de l'Ours. L'affleurement d'Acasta se trouve dans une zone peu accessible du territoire des Tłı̨chǫ.

## Formation
La roche métamorphique qui affleure fut au départ un granitoïde formé il y a 4,2 milliards d'années, selon la radiodatation par les zircons. Le gneiss d’Acasta est un témoin essentiel de l’histoire ancienne de la croûte continentale. Il s'est formé au Pré-Nectarien, periodique de l’éon Hadéen antérieure à l'Archéen : cf. l'échelle des temps géologiques du Précambrien.

## Un record?
En 2008, un âge de 4,28 milliards d'années a été attribué à un affleurement de la ceinture de roches vertes de Nuvvuagittuq, le long du littoral oriental de la  Baie d'Hudson, à 40 kilomètres au sud de Inukjuak, au Québec. Cependant, la méthode suivie est différente de la radiodatation par les zircons et la date annoncée pourrait ne pas être celle de la formation, mais résulter d'une signature isotopique résiduelle d'une roche plus ancienne, piégée dans la matrice de la roche.
Les roches mafiques de la ceinture de roches vertes de Nuvvuagittuq présentent des compositions isotopiques qu'on ne retrouve que dans les roches de l'Hadéen (c'est-à-dire antérieures à 4 milliards d'années) et l'étude isotopique complète de toutes les couches de ce site suggère qu'il s'est formé à il y a 4,4 milliards d'années

## Expositions
- En 2003, une équipe de chercheurs de la Smithsonian Institution a rapporté un bloc rocheux de quatre tonnes fait de gneiss d’Acasta pour l'exposer face au National Museum of the American Indian de Washington, D.C. Un autre échantillon est visible au Museu de Geociências de l'université de Brasília, au Brésil.
- Au mois d’octobre 2016, un échantillon de gneiss d’Acasta a intégré les collections du planétarium Clark de Salt Lake City, et est exposé aux côtés de stromatolites et de fer rubané.
- En 2006, Peter Skinner et Bert Cervo ont donné un échantillon de cette pierre dans le cadre du projet canadien de la Six String Nation. Un morceau de ce gneiss a été serti dans le premier Voyageur[6], la guitare composite qui forme le cœur de ce projet.

## Voir également
- (en) Cet article est partiellement ou en totalité issu de l’article de Wikipédia en anglais intitulé « Acasta Gneiss » (voir la liste des auteurs).
- Âge de la Terre